# 白令海大吸金
白令海大吸金（英語：Bering Sea Gold），為美國製作公司Original Productions為探索頻道製播的真人實境節目，紀錄一群人在美國阿拉斯加州諾姆市近郊海岸的淘金情形，據估計阿拉斯加州當地蘊藏著總價值約2,500億美元的黃金，現在又是一個金價大漲的時代，黃金的價格已經來到有史以來從未有的高點，使得阿拉斯加州諾姆市掀起一股淘金熱，跟以往烙印在人們腦海中的印象不同的是，當地的淘金不是從地面開挖黃金，而是設法從冰冷險峻的白令海海底把黃金給吸出來，因為在兩百萬年以來，阿拉斯加的冰河受到地球重力的牽引不停的往地勢低漥的出海口移動，冰河移動的過程中連帶刮除當地大量地表土層，這些地表土層隨著移動到白令海出海口的冰河溶化，而逐漸地在白令海的海底累積，使得當地富含黃金的泥土層也跟著散佈在白令海海底。這一群人看準這一點，即選擇使用吸泥船當作他們在白令海海底的吸金工具，靠近北極圈的阿拉斯加海水溫度本來就偏低，若遇到冬季會讓海水溫度變得太冷而無法作業，雖然有些船隻在冬季時仍然會冒險鑿開冰層下海吸金，但冬季作業危險性太高，而且成本也更高，所以絕大多數船隻只能選擇在夏季展開吸泥作業，能不能在短暫的夏季時間吸到黃金完全看他們能否找到黃金在海底的散佈地點，找到足夠數量的黃金平衡吸泥船機具、人事開銷後才能開始賺錢獲利，找不到的人將落得一無所有的下場。

## 主要內容
由於白令海海底的黃金是散佈在海底的海床上，使得淘金客必須要使用吸泥船把黃金從海底吸出來
，吸泥船為平底船板狀結構，船體無法承受過大的風浪打擊，如果海面上波浪過於洶湧就有可能使船隻翻覆沉沒，也因為吸泥船的耐波力不足所以沒有辦法在外海作業，使得吸泥船只能選擇在諾姆市當地沿岸的海底作業，一遇到天候劇變使得風浪變大時就一定要返回岸邊，不然恐有沉沒之虞。加上吸泥船是由潛水員拖著在船上的吸泥軟管在海底，用手持續不斷翻開海床上的石頭後開始吸泥，而且諾姆市靠近北極圈，即使在夏季當地的氣溫仍然偏低，白令海的海水溫度更低，潛水員如果沒有熱水保溫就貿然下海吸泥，就會受到低溫海水的劇烈影響，導致體溫過低而失溫凍死，所以必須在吸泥船上攜帶熱水器供應熱水，用管子將熱水導到海底讓潛水員取暖保持體溫，如果沒有熱水則吸泥船完全無法作業。

潛水員利用吸泥軟管將海底含有黃金的泥土往上吸到吸泥船後，即能利用船上的洗礦機混合大量的水開始洗礦，利用黃金跟泥土的比重不同的物理特性，即可順利篩洗出黃金。

潛水員在海底吸泥、吸泥船在海上洗礦的過程中會發生各種狀況，例如同為開採員工間的言語肢體衝突、在海底找不到散佈黃金的泥土遲遲淘不到黃金的壓力、天候不佳風浪過大使得吸泥船無法出海作業只能在岸上空等、吸泥船作業到一半，船隻因風浪過大而進水，必須在沉沒前趕回岸上……等，在節目中即會看到這些人如何一一克服這些突發狀況。

## 各吸泥船船長及成員
- 克利絲汀·蘿絲號

史提夫·波倫克（老闆）

尚恩·波倫克（船長、為老闆之子）

羅比·瓦德（船員）

寇迪·摩恩（船員）
- 克拉克號

耶薩克·坦荷夫（船長）

艾密莉·萊德爾（船員，野生遊俠號船員史提夫·萊德爾是她的父親）
- 野生遊俠號

汎爾諾 阿奇森（老闆）

史考特 密斯特漢（船長）

史提夫·萊德爾（船員）

強森·沃克（船員）
- 史倫希號

艾恩·弗斯特（船長）

史考特·弗斯特（船員）

## 節目播放
本節目於探索頻道播出。

## 關連項目
- 阿拉斯加金礦的賭注

## 外部連結
- 英文官方網站 （页面存档备份，存于）（英文）
- 加拿大官方網站（英文）
- 中文官方網站 （页面存档备份，存于）（繁體中文）
- 製作公司origprod（英文）